# Wójcikówka
Wójcikówka (Wyrobisko za Dunajcem) – przysiółek wsi Łącko w Polsce, położony w województwie małopolskim, w powiecie nowosądeckim, w gminie Łącko.
Leży na prawym brzegu Dunajca nie ma połączenia mostowego z główną częścią Łącka. Dawniej obszar ten nosił nazwę Wyrobisko za Dunajcem. W 1900 roku obejmował 10 ha i zamieszkiwało go 72 obywateli.
W latach 1975–1998 wieś administracyjnie należała do województwa nowosądeckiego.